# Protidricerus irene
Protidricerus irene är en insektsart som beskrevs av Van der Weele 1909. Protidricerus irene ingår i släktet Protidricerus och familjen fjärilsländor. Inga underarter finns listade i Catalogue of Life.